# Seila terebelloides
Seila terebelloides is een slakkensoort uit de familie van de Cerithiopsidae. De wetenschappelijke naam van de soort is voor het eerst geldig gepubliceerd in 1873 door Hutton als Cerithium (Bittium) terebelloides.